# Cynorkis gymnochiloides
Cynorkis gymnochiloides är en orkidéart som först beskrevs av Rudolf Schlechter, och fick sitt nu gällande namn av Joseph Marie Henry Alfred Perrier de la Bâthie. Cynorkis gymnochiloides ingår i släktet Cynorkis, och familjen orkidéer. Inga underarter finns listade i Catalogue of Life.